# Dansk Tennis Club
Dansk Tennis Club er det officielle navn på den klub, som Leif Rovsing etablerede i 1919, da han i lang tid ikke havde lov at spille i de københavnske klubber, efter at Dansk Boldspil-Union havde udelukket ham fra alle tennisturneringer under DBU grundet formodet homoseksualitet. For at kunne spille tennis etablerede han med Dansk Tennis Club sin egen turnering i 1919. Til formålet byggede og finansierede han i 1921 sin egen tennishal på Rygårds Allé i Studiebyen i Hellerup. Klubben var aldrig medlem af hverken DBU eller det da nystiftede Dansk Lawn-Tennis Forbund. Hallens arkitekt er Henry Madsen.